# Cantone di Lapalisse
Il Cantone di Lapalisse è una divisione amministrativa dell'arrondissement di Vichy.
A seguito della riforma approvata con decreto del 27 febbraio 2014, che ha avuto attuazione dopo le elezioni dipartimentali del 2015, è passato da 15 a 31 comuni.

## Composizione
I 15 comuni facenti parte prima della riforma del 2014 erano:
- Andelaroche
- Arfeuilles
- Barrais-Bussolles
- Billezois
- Le Breuil
- Châtelus
- Droiturier
- Isserpent
- Lapalisse
- Périgny
- Saint-Christophe
- Saint-Étienne-de-Vicq
- Saint-Pierre-Laval
- Saint-Prix
- Servilly

Dal 2015 i comuni appartenenti al cantone sono i seguenti 31:
- Andelaroche
- Arfeuilles
- Arronnes
- Barrais-Bussolles
- Billezois
- Le Breuil
- Busset
- La Chabanne
- La Chapelle
- Châtel-Montagne
- Châtelus
- Droiturier
- Ferrières-sur-Sichon
- La Guillermie
- Isserpent
- Lapalisse
- Laprugne
- Lavoine
- Mariol
- Le Mayet-de-Montagne
- Molles
- Nizerolles
- Périgny
- Saint-Christophe
- Saint-Clément
- Saint-Étienne-de-Vicq
- Saint-Nicolas-des-Biefs
- Saint-Pierre-Laval
- Saint-Prix
- Servilly
- Le Vernet